# 1877 az irodalomban
Az 1877. év az irodalomban.

## Megjelent új művek
- Ion Creangă író, mesemondó meséje: Harap Alb (A fehér szerecsen)
- Gustave Flaubert Három mese című gyűjteményes kötete, az alábbi elbeszélésekkel:
  - Egy jámbor lélek (Un cœur simple)
  - Irgalmas Szent Julián legendája (La Légende de saint Julien l'Hospitalier)
  - Heródiás (Hérodias)
- Gottfried Keller kötete: Züricher Novellen (Zürichi novellák)
- Jan Neruda cseh író elbeszélésgyűjteménye: Povídky malostranské
- August Šenoa horvát író regénye: Seljačka buna (Parasztlázadás)[1]
- Theodor Storm elbeszélése: Aquis Submersus (Elmerülve a vizekben)
- Ivan Turgenyev utolsó regénye: Töretlen föld (Новь)
- Jules Verne regényei: 
  - Fekete Indiák (Les Indes noires)
  - Hector Servadac
- Émile Zola regénye: A patkányfogó (L'Assommoir)

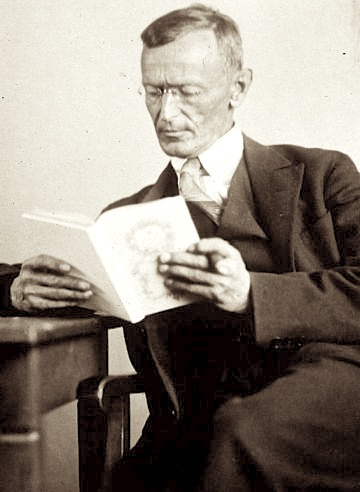
Hermann Hesse

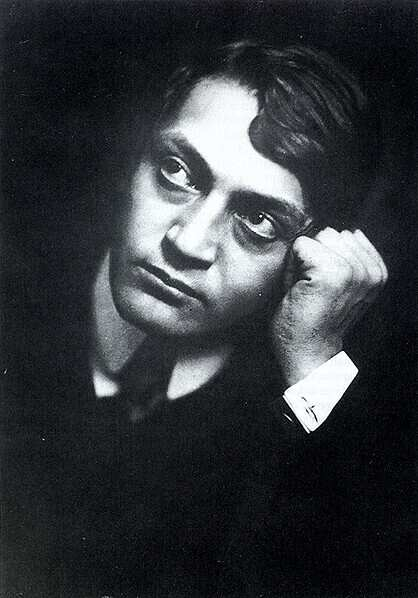
Ady Endre

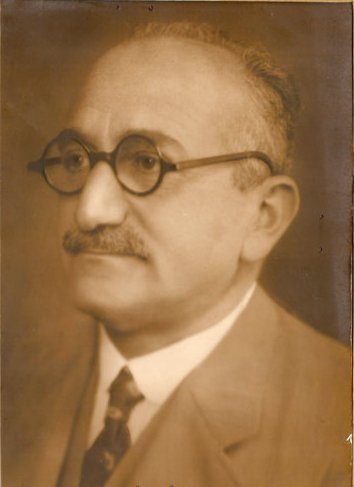
Fenyő Miksa

### Költészet
- Giosuè Carducci: Odi Barbare (Barbár ódák). Ugyanezen a címen további két verseskötete is megjelent 1882-ben, illetve 1889-ben[2]

### Dráma
- Henrik Ibsen drámája: A társadalom támaszai (Samfundets stötter), bemutató és megjelenés Koppenhágában
- José Echegaray y Eizaguirre spanyol drámaíró színműve: O locura o santidad (Őrület vagy szentség)

### Magyar nyelven
- Arany János Margit szigeti nyaralásán három hónap alatt harminc költeményt ír, ezekből áll össze az  Őszikék.
  - Lírai versek: A tölgyek alatt, Vásárban, Epilógus, balladája: Hídavatás
- Jókai Mór regényei:
  - Egy az Isten
  - Névtelen vár
- Vajda János elbeszélő költeménye: Találkozások

## Születések
- február 5. – Nagy Endre író, konferanszié, kabaréigazgató; „a magyar kabaré atyja” († 1938)
- április 12. – Pásztor Árpád író, riporter, műfordító († 1940)
- július 2. – Hermann Hesse Nobel-díjas (1946) német-svájci író, költő és festő († 1962)
- augusztus 25. – Jānis Jaunsudrabiņš lett író, drámaíró († 1962)
- november 22. – Ady Endre, a 20. század egyik legjelentősebb magyar költője († 1919)
- december 7. – Fenyő Miksa író, a Nyugat alapító főszerkesztője († 1972)
- 1877 – Said Nursî kurd származású muszlim vallástudós († 1960)

## Halálozások
- május 6. – Johan Ludvig Runeberg, Finnország nemzeti költője (* 1804)
- május 31. – Nyikolaj Platonovics Ogarjov orosz költő, lapszerkesztő (* 1813)
- szeptember 13. – Alexandre Herculano portugál író, költő, történész (* 1810)
- november 27. – Lucjan Siemieński lengyel költő, író, irodalomkritikus, publicista, műfordító  (* 1807)
- december 10. – Fábián Gábor író, költő, műfordító (* 1795)